# جيمي جيل
جيمي جيل (بالإنجليزية: Jimmy Gill)‏ (9 نوفمبر 1894 بشفيلد في المملكة المتحدة - ) هو لاعب كرة قدم بريطاني (وحمل سابقاً جنسية المملكة المتحدة لبريطانيا العظمى وأيرلندا) في مركز الهجوم. لعب مع ديربي كاونتي وشيفيلد وينزداي وكارديف سيتي وكريستال بالاس ونادي بلاكبول.